# 小行星7164
小行星7164（7164 Babadzhanov）是一颗绕太阳运转的小行星，为主小行星带小行星。该小行星于1984年3月6日发现。

## 轨道参数
小行星7164的轨道半长轴为2.4035191 UA，离心率为0.162。